# والنتینا (خواننده فرانسوی)
والنتینا ترونل (به فرانسوی: Valentina Tronel‎؛ زادهٔ ۶ آوریل ۲۰۰۹) که بیشتر با نام مستعارش، والنتینا شناخته می‌شود، یک خوانندهٔ فرانسوی است. وی، پس از برنده شدن در مسابقه آواز یوروویژن ۲۰۲۰، به شهرت رسید و اولین شرکت کنندهٔ فرانسوی بود که برندهٔ مسابقه شد. البته والنتینا پیش از این در سال ۲۰۱۶، در نسخهٔ فرانسوی صدای بچه‌ها هم شرکت کرده‌بود.